# 布伦纳山口

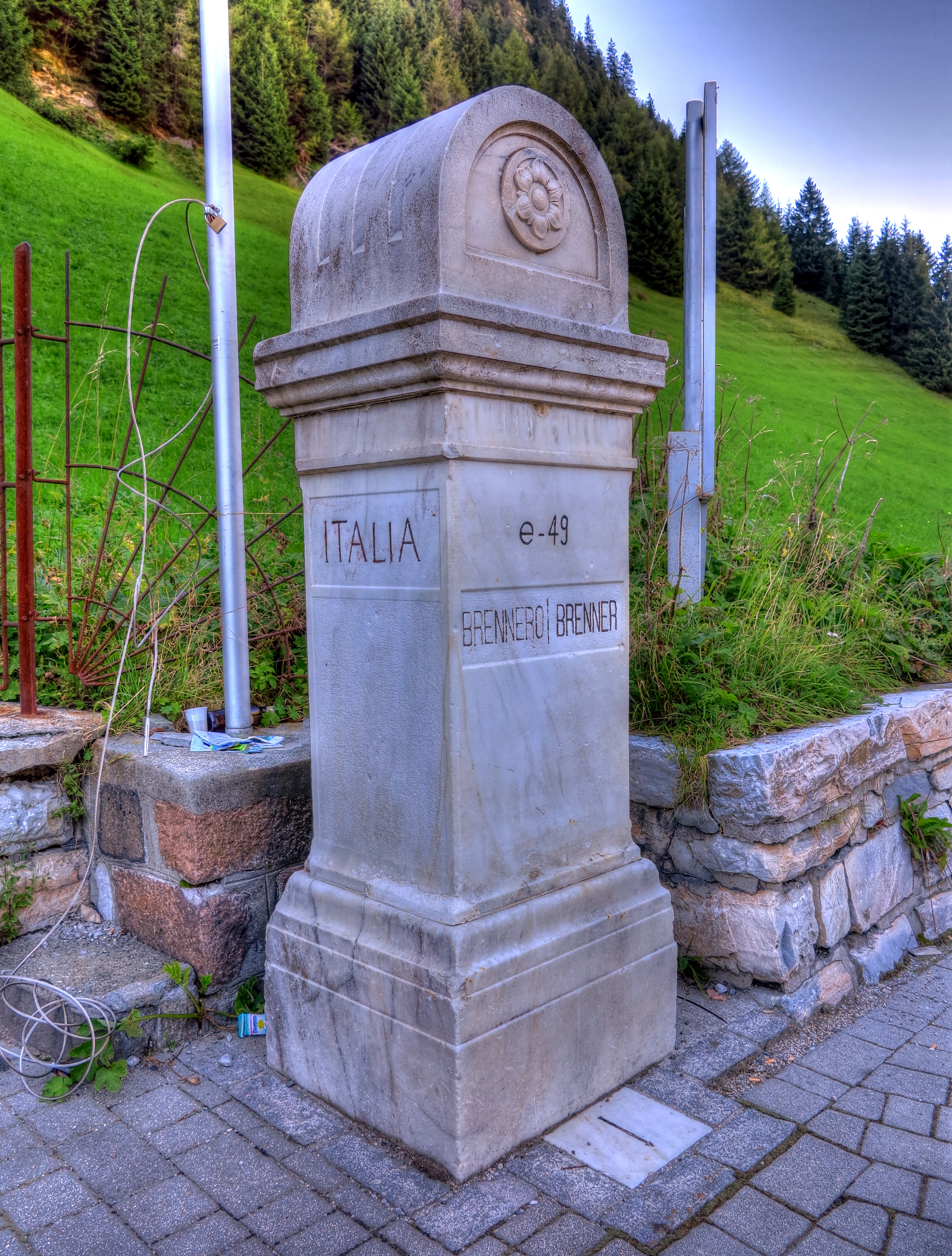
意大利和奥地利之间的界碑，设立于1921年10月

布伦纳山口（德語：Brennerpass）是一个沿奥地利及意大利边境穿越东阿尔卑斯山脉的隘口，为亚得里亚海与黑海水系的分水岭，在行政上分属奥地利的蒂罗尔州及意大利的波爾扎諾自治省管辖。
作为海拔最低（1,370米）的阿尔卑斯山鞍部，它长期以来一直是兵家的必争之地。隘口的两端为阿尔卑斯山重要的谷地，其中北面为锡尔河及因河河谷，南面为艾薩克河及阿迪杰河河谷。布伦纳山口与圣哥达山口、辛普朗山口及仙尼斯峰共同构成了穿越阿尔卑斯山的四大通道，它同时也是奥地利及意大利间最为繁忙的通道。但与瑞士的通道相反，这里的重点不在于铁路运输，而是道路运输。
二戰時期的1940年3月18日，德國元首希特勒和義大利首相墨索里尼於這裡會面，慶祝意大利和德國之間的鋼鐵條約。